# Xã Burritt, Quận Winnebago, Illinois
Xã Burritt (tiếng Anh: Burritt Township) là một xã thuộc quận Winnebago, tiểu bang Illinois, Hoa Kỳ. Năm 2010, dân số của xã này là 947 người.